# Mesocletodes soyeri
Mesocletodes soyeri är en kräftdjursart som beskrevs av Philippe Bodin 1968. Mesocletodes soyeri ingår i släktet Mesocletodes och familjen Argestidae. Inga underarter finns listade i Catalogue of Life.